# Pauliström
Pauliström est une localité de Suède dans la commune de Vetlanda située dans le comté de Jönköping.
Sa population était de 226 habitants en 2019.